# 庄司こなつ
庄司 こなつ（しょうじ こなつ、1984年9月17日- ）は、日本のタレント・MC。

## 来歴
千葉県成田市出身。千葉県立佐倉高等学校卒業。高校時代に野球部でマネージャーを務めていた。
大学在学中、国文学科の学部に在籍し、アルバイトは百貨店のマタニティ用品売り場担当や塾講師をしていた。オーディションに合格し、2006年シーズンから千葉ロッテマリーンズのイベントMC、同球団の動画ニュース（marines.tvの4チャンネル）のキャスターを務める。また、ダンスサークルにも入っているためダンスも得意としており、特に千葉ロッテファンからは「こなつお姉さん」と呼ばれることも多い。
2007年から、『高校野球ダイジェスト』のアシスタントを務め、以降『速報!今日の高校野球』のキャスターも担当。高校野球が開催される時期には一時的にZOZOマリンスタジアムから居なくなっていた時期がある。以降、千葉テレビの番組にて千葉ロッテOBとの番組MCやイベントMCの仕事を担当しており、2000年代前半はキャンペーンガールやイベントコンパニオンの仕事もしていた。
2019年11月17日、結婚を発表。相手はプロ野球関係者ではなくラガーマンだった。2020年2月2日に開催したパフォーマーの卒業公演を以て卒業した。結婚・千葉ロッテイベントMC卒業後も、芸能活動は継続しており、主に千葉テレビ放送の番組に出演している。2022年には夫の転勤に伴い、活動拠点を福岡に移した。

## 人物
プロ野球のイベントMCではセ・パ交流戦の時期になるとナゴヤドームや横浜スタジアム等、パシフィックリーグマーケティングや各球団のビジターゲームのマスコットイベントでゲストMCで登場し、オールスターゲーム、侍ジャパンでのイベントMCにも抜擢され、その場合は東京ヤクルトスワローズのマスコットキャラクターであるつば九郎とトークを行う事が多く、その他に、オフシーズンにつば九郎とドアラとマーくんのディナーショーのMCも担当している。前述の千葉ロッテイベントMC卒業後の2020年5月には、東京ヤクルトスワローズの公式YouTubeチャンネルにて、本来のスワローズイベントMCであるパトリック・ユウに代わってつば九郎や他のキャラクターとの共演をしている。
2016年度秋季全国交通安全運動にて、千葉県警千葉西警察署の一日警察署長を担当した。

## 出演

### テレビ

#### 千葉テレビ放送
- 高校野球ダイジェスト（2007年度・2020年度） - アシスタント
  - 高校野球ダイジェスト特別編〜ひと夏の軌跡〜（2016年5月1日）
- 速報!今日の高校野球（2008年度 - 2011年度） - キャスター
- 朝まるJUST（2007年） - リポーター
- チュバチュバワンダーランド - 不定期で出演
- ナイツのHIT商品会議室（2012年2月24日・3月2日・9日・16日） - エスティークとのタイアップ企画
- JUST TALK!〜千葉ロッテ清田×千葉ジェッツふなばし富樫〜（2017年12月31日） - 進行
- イノベーション不動産 Presents イノベーションな男たち〜0から1を生み出す力・元WBCバッテリー対談〜（2018年1月3日） - 進行
- CLOCK15（2011年 - 2012年） - MCを務める河村和奈が舞台等で不在時にMCを代行
- 花田虎上のチバテレ!YAGURA（2020年4月18日 - 2023年9月16日） - MC

#### その他
- マリーンズ・ベースボール・アカデミー（TwellV） - レギュラー

### ラジオ
- 元気なラジオ!HYPER WAVE（市原FM、2009年 - 2011年3月） - 毎週月曜日担当
- 市原FMスポーツ・望洋高校が行く!（市原FM、2010年1月23日 - ）

### その他
- 千葉ロッテマリーンズイベントMC（2006年 - 2019年）
- シーサイドイメージガール第9期生オーディション ファイナリスト（2009年）
- エステサロンエスティーク（2010年） - CM出演
- ベリーガールズ2012（タックルベリー、2012年）
- テレワーク!?つば九郎TV（東京ヤクルトスワローズ公式YouTubeチャンネル、2020年5月6日配信開始） - MC
- マスコットがくる（前編・後編）（東京ヤクルトスワローズ公式YouTubeチャンネル、2020年5月24日配信開始） - MC